# 終身華族
終身華族（しゅうしんかぞく）とは、1884年の華族令成立前の旧華族に存在した華族の区別である。

## 概要
明治2年6月17日（1869年7月25日）、版籍奉還と同日に出された行政官布達（公卿諸侯ノ称ヲ廃シ華族ト改ム）54号で、新しい身分層である「華族」制度ができた。当初は華族に等級はなかったが、代々受け継がれる永世華族の他に本人一代限りの華族である終身華族が出来た。終身華族は永世華族と比べると数が圧倒的に少なく、主に僧や宮司から還俗した者がなっていた。一代限りであるため、世襲は許されていない。
明治17年7月7日（1884年）の華族令の成立に伴い、終身華族は廃止され、すべて永世華族となった。そのため、「一代華族論」を唱えた伯爵板垣退助などは、遺言で息子に襲爵を辞退させる手続きを採った（実質的には終身華族だが、法的には永世華族）。なお、爵位を返上したものや、後継者に恵まれずに受け継がれなかった家も含め、終身華族とは呼ばない。

## 主な終身華族
- 久我通城（北畠通城）(1849年-1888年)
- 松園隆温